# Tommy O'Sullivan
Tommy O'Sullivan (Londen, 1961) is een Ierse gitarist en zanger
O'Sullivan is geboren in Londen in een gezin van naar Engeland geëmigreerde Ierse ouders. Tommy begon gitaar te spelen op zesjarige leeftijd. In 1972 ging de familie terug naar Lispole County Kerry, Ierland.
Vandaaruit maakte Tommy kennis met het Lisdoonvarna Folk Festival in County Clare hetgeen hem inspireerde met een muzikale loopbaan te beginnen. In 1982 ging hij weer terug naar Londen waar hij ging optreden met muzikanten zoals Bobby Casey, Raymond Roland en Tommy McCarthy. Aan het eind van de jaren tachtig ging hij naar Kopenhagen, Denemarken en speelde daar in de band Ashplant waarmee hij op tournee ging. In die tijd werkte hij ook met Paddy Keenan de bekende Ierse uilleann pipesspeler. 
Toen hij in 1992 weer in Ierland terug was ontstond zijn eerste solo-album Legacy’. In 1995 ging hij bij de groep Sliabh Notes spelen met Donal Murphy, accordeon en  Matt Cranitch, viool en zij maakten hun eerste album in 1995. Later zouden er nog twee albums volgen.
Met Paddy Keenan kwam in 2001 een album tot stand.  Tommy speelt tegenwoordig in The Karan Casey Band met Karan (zang) en haar zwager Caoimhin Vallely (piano). Karan is de vrouw van Niall Vallely, voormalig concertinaspeler in de band Nomos.

## Discografie
- Legacy - 1992
- Sliabh Notes - met Matt Cranitch en Donal Murphy - 1995
- Na Keen Affair - 1997
- Gleanntan – met Sliabh Notes - 1999
- Along Black Water's Banks - met gasten Matt Molloy, Kevin Burke en Steve Cooney
- The Long Grazing Acre - met Paddy Keenan – 2001
- Song Ablaze - 2003
- Met Karan Casey - Distant Shore
- Met Karan Casey - The Winds Begin to Sing
- Met Karan Casey - The Seal Maiden
- Met Karan Casey - Chasing the Sun (2005)